# بارق (الرجم)

تعديل مصدري - تعديل

بارق هي إحدى قرى عزلة البشاري بمديرية الرجم التابعة لمحافظة المحويت، بلغ تعداد سكانها 119 نسمة حسب تعداد اليمن لعام 2004.